# Wolf 1069 b
Wolf 1069 b ist ein 31 Lichtjahre von uns entfernter, erdähnlicher Exoplanet, der um den Roten Zwerg Wolf 1069 kreist. Er hat ungefähr die gleiche Größe wie die Erde und 1,2-fache Erdmasse.

## Merkmale
Es wird geschätzt, dass Wolf 1069b ähnlich wie die Erde einen Eisenanteil von 33 % und einen Silikatanteil von 67 % besitzt. Der Planet umkreist seinen Stern in einem Abstand von (0,067 ± 0,0014) astronomischen Einheiten, was etwa einem Fünfzehntel des Abstands zwischen Erde und Sonne entspricht. Allerdings ist der Rote Zwerg leuchtschwächer und kühler als die Sonne, so dass Wolf 1069 b nur 65 % der Sonnenstrahlung erhält. Er befindet sich in der habitablen Zone seines Sterns Wolf 1069. Es wird davon ausgegangen, dass Wolf 1069 b in gebundener Rotation um seinen Stern kreist und immer die gleiche Seite zum Stern zeigt. Hierdurch könnte auf der Tagseite eine Mitteltemperatur von rund 13 Grad, mit einer Atmosphäre sogar eine höhere Temperatur herrschen. Mit diesen Voraussetzungen besäße Wolf 1069 b damit möglicherweise die Schlüsseleigenschaften einer lebensfreundlichen Welt, wie flüssigem Wasser und ganzen Ozeanen. Der Stern Wolf 1069 selbst ist ruhig und durch wenige Strahlenausbrüche gekennzeichnet, was die Lebensfreundlichkeit auf dem Planeten erhöht. Damit wäre Wolf 1069 b zur Erde der sechstnächste habitable, erdgroße Planet.

## Entdeckung
Wolf 1069 b wurde von Astronomen am Max-Planck-Institut für Astronomie in Heidelberg mit Hilfe des Calar-Alto-Observatoriums in Spanien entdeckt.